# Изначальные божества греческой мифологии
Изначальные божества греческой мифологии — первые боги и богини, рождённые из пустоты Хаоса. Согласно Гесиоду, первыми (после Хаоса) были Гея, Тартар, Эрос (Эрот), Эреб (Эребус), Гемера и Нюкта. Изначальные Гея и Уран произвели на свет титанов и циклопов. Титаны Кронос и Рея родили Зевса, Посейдона, Аида, Гестию, Геру и Деметру, которые свергли титанов. Вражда богов заканчивается воцарением Зевса.

## Версии
У древних греков были разные представления о происхождении изначальных божеств. Возможно, некоторые из них были унаследованы от догреческого населения.
В Илиаде Гомера отцом всех богов назван Океан.
Алкман называл водную нимфу по имени Фетида первой богиней.
Аристофан писал о том, что первой богиней была Нюкта, которая вывела Эроса из яйца.

## Интерпретация
Исследователи спорят о значении изначальных богов в поэмах Гомера и Гесиода. Так как изначальные боги дали жизнь титанам, а те — олимпийцам, существует интерпретация, согласно которой это глубочайшие и самые фундаментальные свойства космоса.
Например, Дженни Штраус Клэй пишет, что если поэзия Гомера ставит в центр правление Зевса, то видение Гесиода, обращающегося к изначальным богам, помещает Зевса и богов-олимпийцев в контекст.